# Zvjezdarnica Manora
Zvjezdarnica Manora u Malom Lošinju (1894. – 1909.), nastala je iznajmljivanjem vile na period 15 godina, kad je Spiridon Gopčević došao u Mali Lošinj. Odlučivši započeti svoju astronomsku karijeru i uzeo si je za tu prigodu i pseudonim, Leo Brenner. Zgrada koja i danas postoji, smještena je na južnoj padini brda koje se spušta u malološinjsku luku. Krov kuće je modificiran dogradnjom drvene cilindrične strukture koja joj je služila kao „kupola”. U taj je prostor bio smješten refraktorski teleskop promjera objektiva 178 mm, “Reinfelder & Hertel”, izvrsne kakvoće. Uz teleskop tu je bio i tad standardni set pomoćnog pribora: okulari, nitni mikrometar, spektroskop i kamera. Redovita opažanja započinju 09. svibnja 1894. godine a prate se ponajviše planeti. Pokazalo se da je lokacija izuzetno povoljna sa stabilnom atmosferom, što je s kvalitetnim instrumentom omogućavalo praćenje teško vidljivih detalja, iako postoji i sumnja u znanstvenu korektnost nekih opažanja. Mnogi su astronomi tog vremena iskoristili poziv vlasnika i posjetili otok Lošinj, kao na primjer čuveni američki astronom Percival Lowell 1896. godine. Biblioteka zvjezdarnice je narasla na 4000 knjiga, a 1899. godine započinje s izdavanjem mjesečnika Astronomische Rundschau. Prestankom „potpore za politički angažman” vlasniku, započinje prodaja instrumentarija i knjiga te na kraju i prestanak rada same zvjezdarnice, odlaskom Spiridona Gopčevića, 1909. godine.
U posjed tog teleskopa, prateće opreme i velikog dijela biblioteke dospio je don Nikola Miličević, franjevac, astronom i posljednji gvardijan samostana Pustinja Blaca na Braču, gdje su danas, nakon zatvaranja samostana, ta astronomska oprema i knjige neadekvatno smješteni i valorizirani.